# Bangaeira
Bangaeira é uma aldeia do município dos Mosteiros, em Cabo Verde, situada na Chã das Caldeiras a cerca de 1700m de altitude. Com aproximadamente 500 habitantes, fica a 5 km da Igreja dos Mosteiros, no litoral norte da ilha do Fogo.
Em dezembro de 2014, Bangaeira foi praticamente apagada do mapa pela lava dos vários cones vulcânicos de Chã das Caldeiras.

## Vilas próximos ou limítrofes
- Chã das Caldeiras, sul
- Mosteiros, nordoeste
- Fonsaco, nordeste